# Amfitheater van Capua

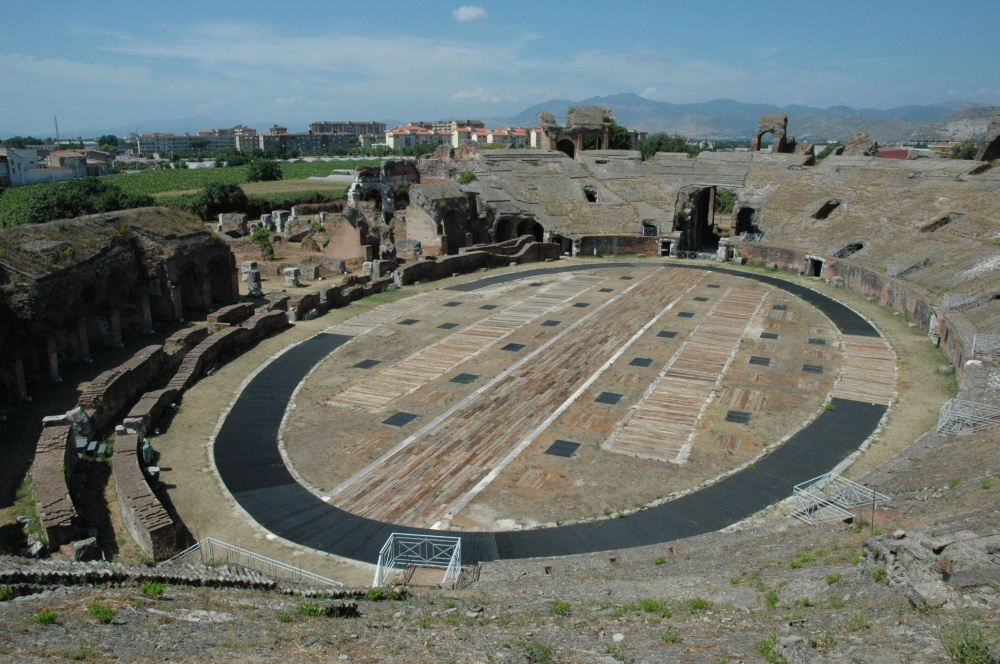
De arena

Het Amfitheater van Capua is een antiek Romeins amfitheater, bij de Italiaanse stad Santa Maria Capua Vetere.

## Eerste amfitheater
Capua was in de laatste eeuwen voor Christus uitgegroeid tot een grote en rijke stad. Een van de eerste permanente stenen amfitheaters werd in de stad gebouwd, maar van dit gebouw is niet veel meer bekend. Er zijn wel iets meer gegevens bekend van de gladiatorenschool van Capua uit deze tijd. Deze werd geleid door Lentulus Batiatus en de beroemde slavenleider Spartacus wist er met een aantal volgelingen te ontsnappen en ontketende een grote opstand. 

Het amfitheater werd vermoedelijk in de tweede helft van de 1e eeuw v.Chr. afgebroken.

## Tweede amfitheater
Keizer Augustus liet ter vervanging van het oude amfitheater een nieuw bouwen. Dit werd in de 2e eeuw door keizer Hadrianus gerestaureerd of verbouwd en daarna door zijn opvolger Antoninus Pius ingewijd. Een inscriptie boven de hoofdingang herinnerde aan dit feit.
Het Amfitheater van Capua had zeer ruime afmetingen en was qua grootte het tweede amfitheater van het Romeinse Rijk, na het Colosseum. Er konden ongeveer 40.000 toeschouwers op de tribunes plaatsnemen. Het amfitheater is 167 meter lang en 137 breed en de arena meet 75 bij 45 meter. Ter vergelijking; de afmetingen van het het Colosseum zijn 205 bij 170 meter, en de arena is 85 bij 53 meter.
De façade werd gevormd door 80 arcaden in de Dorische orde, en was vier verdiepingen hoog. De sluitstenen waren versierd met afbeeldingen van goden. Via trappenhuizen onder de tribunes kon het publiek de hoger gelegen plaatsen bereiken.

## Restanten
In de Middeleeuwen verviel het amfitheater tot een ruïne, waaruit de meeste stenen en het marmer werden geroofd om elders te kunnen worden hergebruikt. Van de buitenste ring resteren daarom slechts twee van de tachtig arcaden. De tribunes van de binnenste ringen staan nog wel deels overeind, al zijn ook deze in slechte staat.
De arena is wel goed bewaard gebleven. Onder de vloer liggen nog de ondergrondse gangen en kerkers, zoals die ook bekend zijn uit het Colosseum. Van hieruit konden met liften de gladiatoren en wilde dieren naar de arena worden gebracht.
Voor het amfitheater is een groot mozaïek van 18 bij 12 meter blootgelegd, dat mogelijk bij de entree van het stadion lag.